# Volaticotherium
Volaticotherium era um antigo mamífero com capacidade de voo deslizante, relacionado com a ordem extinta denominada Multituberculata. Deveria pesar menos de 70 gramas, e ter um comprimento entre 12 e 14 centímetros. Tinha uma membrana similar aos actuais esquilos voadores. Os dentes aguçados do Volaticotherium eram altamente especializados para a alimentação de insectos, e os seus membros anteriores preparados para a vida nas árvores. A membrana para planar (patagium) era recoberta por uma espessa camada de pele, e suportada pelos membros anteriores e cauda. A descoberta do Volaticotherium é a do mais antigo mamífero planador (70 milhões de anos antes do mais recente outro exemplo), e prova de que a diversidade dos mamíferos na Era do Mesozóico era enorme. Os fósseis do Volaticotherium foram descobertos na Mongólia Interior, China.
Na rocha da Mongólia Interior vê-se a impressão deixada por pêlos da membrana e de outras partes do corpo do animal. Calcula-se que tenha vivido entre há 130 e 164 milhões de anos. Apesar das semelhanças com os esquilos planadores actuais (que pertencem à ordem dos roedores), não será nem seu antepassado directo, nem de outros mamíferos que hoje existem.